# Zygmunt Gąsiorowski
Zygmunt Jarosław Gąsiorowski (ur. 26 października 1875 w Suwałkach, zm. ?) – polski nauczyciel, działacz oświatowy, kurator, notariusz.

## Życiorys
Urodził się 26 października 1875 w Suwałkach, w rodzinie Konrada i Pauliny ze Szrödersów. Miał trzy siostry. Ukończył siedem klas suwalskiego gimnazjum, świadectwo dojrzałości otrzymał w 1895 w Kielcach, gdzie ukończył klasę ósmą. W gimnazjum kieleckim działał w nielegalnym uczniowskim kółku samokształceniowym, którego był kierownikiem. W latach 1895–1897 studiował na wydziale matematyczno-przyrodniczym Uniwersytetu Warszawskiego. Podczas studiów działał w Kole Demokratycznej Młodzieży. Za udział w rozruchach studenckich w listopadzie 1897 został relegowany z uniwersytetu. W latach 1898–1900 jako stypendysta Bratniej Pomocy studiował w Szkole Nauk Politycznych w Paryżu. Podczas studiów w Paryżu związał się z ruchem socjalistycznym, działał w „Spójni”. W 1900 wraz z K. Kasperskim i M. Sokolnickim redagował w Paryżu dwutygodnik „Głos Wolny”. Działał w Stowarzyszeniu Robotników Socjaldemokracji Królestwa Polskiego i Litwy Zagranicą. Po powrocie do kraju (ok. 1901) pracował jako nauczyciel prywatny. Ukończył studia na wydziale prawa Uniwersytetu w Dorpacie. W 1905 redagował „Kurier Radomski”. Uczestniczył w strajku szkolnym. W latach 1907–1912 pełnił funkcję dyrektora szkoły handlowej w Suwałkach (późniejszy Zespół Szkół Ekonomicznych im. Macieja Rataja w Suwałkach). Był nauczycielem prawoznawstwa, nauk ekonomicznych i społecznych, historii. Po wybuchu I wojny światowej przeniósł się do Warszawy, gdzie pracował w Komitecie Obywatelskim, był naczelnikiem wydziału szkolnego oraz wizytatorem szkół Rady Głównej Opiekuńczej w Warszawie. 
Po odzyskaniu przez Polskę niepodległości został urzędnikiem w służbie państwowej. W Ministerstwie Oświaty Tymczasowej Rady Stanu był dyrektorem departamentu. Tworzył ustawy o szkolnictwie oraz seminariach nauczycielskich. Po 1918 został przyjęty do Wojska Polskiego. Został awansowany do stopnia podporucznika rezerwy piechoty ze starszeństwem z 1 czerwca 1919. W 1923, 1924 był przydzielony jako oficer rezerwowy do 77 Pułku Piechoty w garnizonie Lida. W latach 1922–1930 był kuratorem okręgu szkolnego na Pomorzu, w Białymstoku. 3 maja 1922 został mianowany pierwszym kuratorem Okręgu Szkolnego Wileńskiego. Od 1931 pracował jako notariusz przy Wydziale Hipotecznym Sądu Okręgowego w Białymstoku. Poza „Tygodnikiem Suwalskim” publikował w „Kurierze Warszawskim”, „Prawdzie", „Przeglądzie Pedagogicznym”.

## Ordery i odznaczenia
- Krzyż Komandorski Orderu Odrodzenia Polski (2 maja 1923)[11][12]
- Złoty Krzyż Zasługi (dwukrotnie: po raz drugi 17 stycznia 1939[13])